# Притула, Семён Петрович
 Семён Петрович Притула (1878 — не ранее 1916) — крестьянин, депутат Государственной думы I созыва от Таврической губернии.

## Биография
Крестьянин Бердянского уезда Таврической губернии. По национальности украинец («малоросс»), по вероисповеданию — православный. Имел начальное образование. Служил на различных сельских общественных должностях. Сотрудничал в газетах «Жизнь Крыма» и «Вестник Таврического земства». Талантливый оратор. Член Всероссийского Крестьянского союза, примыкал к левому крылу Конституционно-демократической партии. Среди крестьян пользовался репутацией хорошего оратора.
26 марта 1906 избран в Государственную думу I созыва от общего состава выборщиков Таврического губернского избирательного собрания. Вошёл в Трудовую группу. Член Комиссии по исполнению государственной росписи доходов и расходов.
После разгона Думы подпись С. П. Притулы появилась под «Выборгским воззванием». Он был привлечён по статьям 129, ч. 1, п. п. 51 и 3 Уголовного Уложения. Однако на суде ему удалось доказать своё алиби, и его оправдали. Вместе с ним из 169 обвиняемых оправданы были только двое — И. Д. Бугров и А. Л. Шемякин.
Дальнейшая судьба неизвестна.